# Офір Шахам
Офір Шахам (англ. Ofir Shaham; івр. אופיר שחם; нар. 2004, Ізраїль)— ізраїльська гімнастка, що виступає в груповій першості. Чемпіонка та багаторазова призерка чемпіонату Європи.

## Результати на турнірах
| Рік  | Змагання         | Команда | ГП | 5 | 3 + 2 |
| ---- | ---------------- | ------- | -- | - | ----- |
| 2022 | Чемпіонат Європи | 3       | 1  | 2 | 4     |
| 2022 | Чемпіонат світу  |         | 2  | 2 | 7     |
| 2023 | Чемпіонат Європи | 3       | 2  |   |       |
| 2023 | Чемпіонат світу  | 4       | 1  | 5 | 1     |
| 2024 | Чемпіонат Європи | 3       | 5  | 3 | 2     |
| 2024 | Олімпійські ігри |         | 3  |   |       |